# Brampton Bryan Castle

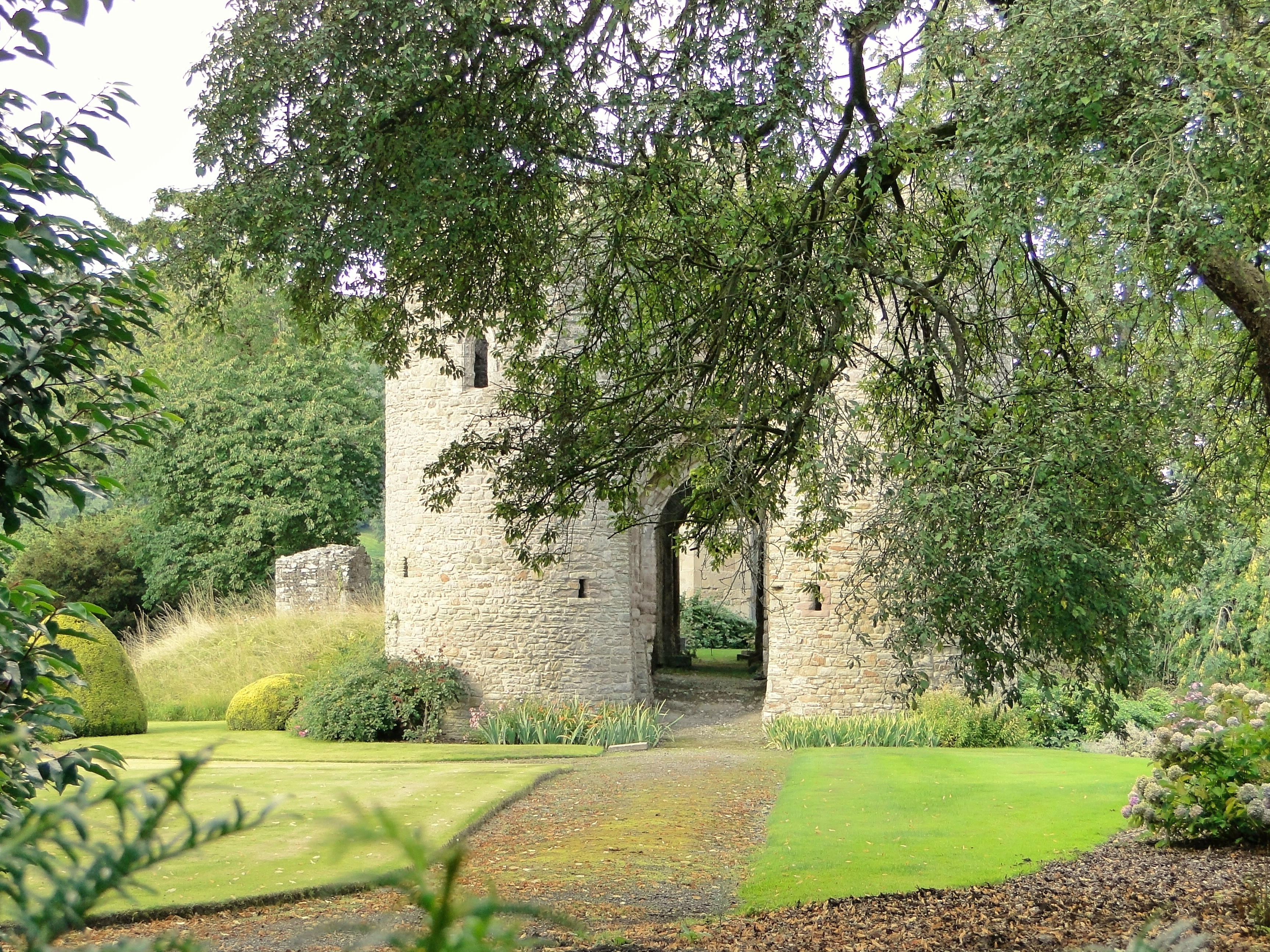
Torhaus von Brampton Bryan Castle

Brampton Bryan Castle ist eine Burgruine im Dorf Brampton Bryan in der Nordwestecke der englischen Grafschaft Herefordshire. Die Burg schützte eine wichtige Route von Ludlow durch das Tal des River Teme nach Knighton und ins zentrale Wales.

## Burggelände
Die Überreste der Burg sind von English Heritage als historisches Gebäude I. Grades gelistet. Die Burg wurde aus vor Ort gebrochenem Sandstein und Werkstein gebaut, was auf verschiedene Bauphasen hinweist. Bis heute erhalten sind das äußere Torhaus, Teile des inneren Torhauses, ein Teil der Südmauer des Küchentraktes und der Rittersaal. Auf dem Gelände findet man auch die unterirdischen Reste einer vierseitigen Burg.
In den ältesten Dokumenten über das Anwesen ist ein „Turm mit Hofanlage“ an dieser Stelle für das Jahr 1295 erwähnt. Es scheint, dass das mittelalterliche Gebäude zu seinen besten Zeiten und durch verschiedene Phasen seiner Entwicklung auf einer Motte gestanden hat oder von einem Burggraben umgeben war. Der Eingang führte über eine Brücke im Süden der Anlage zu einem Torhaus in der südlichen Kurtine.  Dieses war ein großes Gebäude und bestand aus einem inneren Torhaus, an das später ein größeres, äußeres Torhaus – über die Kurtine hervorstehend – angebaut wurde. Durch das Torhaus gelangte man in einen quadratischen Burghof, der von Gebäuden umgeben war, die an die Kurtine anschlossen. Der Rittersaal befindet sich im Obergeschoss im nördlichen Gebäudetrakt und die Küchen waren auf der Ostseite. Die anderen Gebäudetrakte enthielten die Privatgemächer und vermutlich auch Nebenräume, wie Stallungen für Pferde und andere Diensträume, die eine mittelalterliche Burg benötigte.
Die Nivellierung des Geländes für ein späteres Haus mit Garten überdeckte die wahren Ausmaße der Burggebäude, aber man denkt, dass der steile Hang an der Nordseite der Mauer des Rittersaaltraktes die nördliche Kante der ursprünglichen Motte war.

## Geschichte

### Mittelalter
Die Burg ist im Domesday Book von 1086 erwähnt, aber das genaue Datum ihres Baus ist nicht bekannt. Die erste Quelle für ein Gebäude an dieser Stelle ist von 1295. Im Jahr vorher war der Besitzer, Bryan de Brampton, gestorben und Robert Harley erbte die Burg durch Heirat mit dessen Tochter Margaret. Anschließend blieb die Burg fast 700 Jahre lang in den Händen der Familie Harley. 1642, im englischen Bürgerkrieg, wurde sie schwer beschädigt.

### Bürgerkrieg
Während des Bürgerkrieges wurde die Burg fast vollständig zerstört. Sir Robert Harley (1579–1656), ein bekannter Marcher Lord, war ein entschiedener Puritaner und außerdem Parlamentsabgeordneter. Nachdem seine Burg in einer Grafschaft lag, die mehrheitlich auf Seiten des Königs stand, war ein Angriff auf sei besonders wahrscheinlich. Dessen ungeachtet überließ Robert Harley die Verteidigung der Burg seiner Gattin, Lady Brilliana Harley. Brilliana war die Tochter von Sir Edward und Lady Dorothy Conway aus Ragley Hall in Warwickshire und sie war im März 1624 Robert Harleys dritte Frau geworden.
Vermutlich wegen ihres guten Rufes in der Gegend wurde die Burg erst am 26. Juli 1643 angegriffen, 11 Monate, nachdem Karl I. seine königliche Standarte über Nottingham hissen hatte lassen. Davor hatte sich der royalistische Sheriff von Hereford, FitzWilliam Coningsby, darauf beschränkt, die Pächter von Harley anzuweisen, ihre Pacht direkt an ihn zu zahlen. Die, die sich weigerten, wurden eingesperrt. In der Folge gab es Angriffe auf das Anwesen und Vieh wurde gestohlen.
Die Unterstützung der Harleys für die Parlamentaristen kann man an einer Reihe von Briefen von Lady Brilliana an ihren Sohn, Sir ‘’Edward Harley’’, sehen: Im Dezember 1642 schrieb sie: “Sie (meine Nachbarn) üben mächtige Gewalt auf mich aus.”
Am 26. Juli 1643 eskalierten die Ereignisse und Sir William Vavasour, der neu ernannte Gouverneur von Hereford, ließ Brampton Bryan Castle durch eine gemischte Kavallerie- und Infanterietruppe von etwa 700 Soldaten umzingeln.
Brilliana Harley und drei ihrer Kinder hielten zusammen mit etwa 50 Zivilisten und 50 Soldaten die Burg. Die Verhältnisse im Inneren verschlechterten sich schnell. Rinder, Schafe und Pferde wurden gestohlen, alle Gebäude des Dorfes bis auf die Grundmauern niedergebrannt und die Burg mit Kanonen angegriffen. Glücklicherweise für die Verteidiger in der Burg waren, obwohl das Bombardement die Burg ihrer Dächer beraubte, keine Toten und nur wenige Verletzte zu beklagen. Schlechter erging es den Angreifern, von denen etwa zehn getötet oder verletzt wurden. Die Belagerung der Burg wurde am 9. September aufgehoben, als die Royalisten abzogen und sich einem Angriff auf Gloucester anschlossen.
Für einige Monate danach herrschte ein unsicherer Waffenstillstand (auch wenn dieser Brilliana nicht davon abhielt, eine Truppe von 40 Soldaten zu schicken, um ein Lager der Royalisten in Knighton in Wales zu überfallen), aber Brillianas Gesundheitszustand verschlechterte sich und am 29. Oktober 1643 verstarb sie.
Nach ihrem Tod ging das Kommando über die Garnison in die Hände des Arztes der Familie, Dr. Nathaniel Wright, über und die royalistischen Truppen begannen im Frühjahr des Folgejahres eine zweite Belagerung der Burg. Diese Belagerung dauerte nur drei Wochen und die Royalisten, die sich mit zusätzlicher Bewaffnung verstärkt hatten, brachten der Burg mit Landminen und mächtiger Artillerie viel größere Schäden bei als beim ersten Mal. Die Belagerung endete, als Dr. Wright sich den angreifenden Truppen ergab, die von Sir Michael Woodhouse, Sir William Vavasour und Sir William Croft geführt wurden. Das Gebäude wurde geplündert und angezündet und die Gefangenen, unter ihnen die drei jungen Kinder der Harleys, nach Shrewsbury gebracht.
Trotz des Verlustes der Burg erwies sich die Unterstützung Harleys für die parlamentaristische Sache als weise und nach Oliver Cromwells Sieg wurde er reich belohnt: Seine Entschädigung belief sich auf £ 13.000 (umgerechnet im Jahre 2006: über £ 1 Mio.).
Nach einer Legende soll der Teufel jedes Jahr am 3. September mit Cromwells Seele durch den Park toben.

## Kulisse für Film und Fernsehen
Die Belagerung im englischen Bürgerkrieg war das Thema des Dokumentarfilms Blood on Our Hands im Channel 4. Brampton Bryan Castle war auch die Kulisse für den Film Wiedersehen in Howards End.